# Ministère de la Défense (Union soviétique)
Pour les articles homonymes, voir Ministère de la Défense.
Le ministère de la Défense est l'organisation gouvernementale responsable de la défense de la république socialiste fédérative soviétique de Russie de 1917 à 1922 et de l'Union soviétique de 1922 à 1992.

## Organisation
Le ministère de la Défense est techniquement subordonné au Conseil des ministres, ainsi qu'au Soviet suprême et au Comité central du Parti communiste de l'Union soviétique. En 1989, il est cependant plus important que la plupart des autres ministères et dispose d'arrangements spéciaux pour la supervision par les partis et la participation de l'État à ses activités. Le ministère de la Défense est composé de l'état-major général, de la direction politique principale des forces armées soviétiques, du pacte de Varsovie, des cinq forces armées et des directions principales et centrales. L'état-major général est créé par Staline en 1935, car le développement d'armées plus complexes nécessite des dirigeants mieux formés et spécialisés. Il agit comme le principal organe de contrôle de toutes les forces militaires soviétiques pendant la Seconde Guerre mondiale. Les cinq forces armées forment la marine, les forces terrestres, les forces aériennes militaires, les forces de défense aérienne et les forces de roquettes. Les sous-unités de niveau supérieur du ministère ont un collège militaire associé, essentiellement un conseil chargé de traiter diverses questions, le tout sous le commandement ultime du Comité central du Parti communiste. Le ministère de la Défense et l'état-major général étaient principalement dirigés par les forces terrestres.
Le ministre de la Défense est toujours un haut responsable civil du Parti communiste ou un général des forces terrestres ; le poste fut vraisemblablement pourvu sur la recommandation du Conseil de la défense avec l'approbation du Politburo, bien que le Présidium du Soviet suprême en ait fait l'annonce officielle. En 1957, après la démission de fonction du ministre de la Défense par le Politburo, le général Gueorgui Joukov, le ministre de la Défense ne reviendra pas au conseil suprême avant 1973. Dans les années 1980, le ministre de la Défense ne maintient que des membres suppléants au Politburo. Les trois premiers vice-ministres de la Défense sont le chef d'état-major général, le commandant en chef du pacte de Varsovie et un autre officier supérieur aux fonctions non précisées. Des premiers vice-ministres de la défense sont également sélectionnés parmi les forces terrestres. En 1989, les onze sous-ministres de la défense comprennent les commandants en chef des cinq forces armées ainsi que les chefs de la défense civile, des services arrière, de la construction et du logement des troupes, de l'armement, de la direction principale du personnel et de l'inspection principale.

## Responsabilités
Le ministère de la Défense dirige au quotidien les cinq forces armées et toutes les activités militaires. Il est responsable de la mise en service, de l'armement et de l'approvisionnement des forces armées, et en temps de paix, de  tous les commandements territoriaux des forces armées lui faisant rapport. La conception, l'équipement et la dotation en personnel des services militaires, ainsi que l'élaboration de leurs doctrines individuelles relèvent de la responsabilité de divers sous-ministres, supervisés par l'état-major. Le ministère de la Défense est composé quasi entièrement de personnel militaire professionnel et il a le monopole de l'information militaire, l'Union soviétique manquant d'organismes de recherche indépendants sur la défense, que l'on trouve fréquemment dans d'autres pays. Ce monopole donne aux officiers soviétiques de haut rang une influence incontestée auprès des chefs de parti et du gouvernement sur des questions allant du contrôle des armements au développement d'armes en passant par les ventes d'armes à l'étranger, qui affectent la position et le prestige des forces armées. Le ministère de la Défense est capable de faire appel à diverses académies et instituts soviétiques pour des analyses et des études sur des questions militaires, ainsi qu'aux académies propres à chaque service capables d'effectuer des tests sur le terrain. Les instituts et le personnel non militaires n'ont pas eu accès à ces recherches.
L'état-major général est chargé de superviser les plans de guerre, l'entraînement, la mobilisation et la préparation au combat des forces. En temps de guerre, l'état-major général agit en tant que bras exécutif du haut commandement suprême, exerçant un contrôle direct sur les cinq forces militaires. La haute direction du ministère de la Défense (le ministre de la Défense, les trois premiers vice-ministres de la Défense, les onze ministres attachés à la Défense et le chef de la direction politique principale de l'armée et de la marine) forme le Conseil militaire principal. Cette organisation deviendra le quartier général du Haut Commandement suprême. Le Conseil militaire principal se doit d'arranger les différends ou les divergences que peuvent rencontrer les cinq forces distinctes entre elles, tout en présentant au Conseil de défense les besoins budgétaires de l'armée déterminés par l'état-major.

## Commissaires du peuple aux affaires militaires et navales (1917-1934)
| # | Portrait | Nom                                | Début et fin de mandat | Début et fin de mandat | Durée du mandat  |
| - | -------- | ---------------------------------- | ---------------------- | ---------------------- | ---------------- |
| 1 |          | Conseil                            | 8 novembre 1917        | 15 novembre 1917       | 7 jours          |
| 2 |          | Nikolaï Podvoïsky (en) (1880–1948) | 15 novembre 1917       | 13 mars 1918           | 118 jours        |
| 3 |          | Léon Trotski (1879–1940)           | 14 mars 1918           | 25 janvier 1925        | 6 ans, 317 jours |
| 4 |          | Mikhaïl Frounze (1885–1925)        | 25 janvier 1925        | 31 octobre 1925 †      | 279 jours        |
| 5 |          | Kliment Vorochilov (1881–1969)     | 6 novembre 1925        | 20 juin 1934           | 8 ans, 232 jours |

## Commissaires du peuple à la défense (1934-1946)
| # | Portrait | Nom                                                           | Début et fin de mandat | Début et fin de mandat | Durée du mandat  |
| - | -------- | ------------------------------------------------------------- | ---------------------- | ---------------------- | ---------------- |
| 1 |          | Maréchal de l'Union soviétique Kliment Vorochilov (1881–1969) | 20 juin 1934           | 7 mai 1940             | 5 ans, 322 jours |
| 2 |          | Maréchal de l'Union soviétique Semion Timochenko (1895–1970)  | 7 mai 1940             | 19 juillet 1941        | 1 an, 73 jours   |
| 3 |          | Maréchal de l'Union soviétique Joseph Staline (1878–1953)     | 19 juillet 1941        | 25 février 1946        | 4 ans, 221 jours |

## Commissaires du peuple à la marine (1937-1946)
| # | Portrait | Nom                                                            | Début et fin de mandat | Début et fin de mandat | Durée du mandat  |
| - | -------- | -------------------------------------------------------------- | ---------------------- | ---------------------- | ---------------- |
| 1 |          | Commissaire d'armée de 1er rang Piotr Smirnov (en) (1897–1939) | 30 décembre 1937       | 30 juin 1938           | 182 jours        |
| 2 |          | Commandant d'armée de 1er rang Mikhaïl Frinovski (1898–1940)   | 8 septembre 1938       | 20 mars 1939           | 193 jours        |
| 3 |          | Vice-amiral Nikolaï Kouznetsov (1904–1974)                     | 28 avril 1939          | 25 février 1946        | 6 ans, 303 jours |

## Commissaire du peuple aux armées (1946)
| # | Portrait | Nom                                                       | Début et fin de mandat | Début et fin de mandat | Durée du mandat |
| - | -------- | --------------------------------------------------------- | ---------------------- | ---------------------- | --------------- |
| 1 |          | Maréchal de l'Union soviétique Joseph Staline (1878–1953) | 25 février 1946        | 15 mars 1946           | 18 jours        |

## Ministres des forces armées (1946-1950)
| # | Portrait | Nom                                                               | Début et fin de mandat | Début et fin de mandat | Durée du mandat |
| - | -------- | ----------------------------------------------------------------- | ---------------------- | ---------------------- | --------------- |
| 1 |          | Maréchal de l'Union soviétique Joseph Staline (1878–1953)         | 15 mars 1946           | 3 mars 1947            | 353 jours       |
| 2 |          | Maréchal de l'Union soviétique Nikolaï Boulganine (1895–1975)     | 3 mars 1947            | 24 mars 1949           | 2 ans, 21 jours |
| 3 |          | Maréchal de l'Union soviétique Alexandre Vassilievski (1895–1977) | 24 mars 1949           | 25 février 1949        | 338 jours       |

## Ministre de la guerre (1950-1953)
| # | Portrait | Nom                                                               | Début et fin de mandat | Début et fin de mandat | Durée du mandat |
| - | -------- | ----------------------------------------------------------------- | ---------------------- | ---------------------- | --------------- |
| 1 |          | Maréchal de l'Union soviétique Alexandre Vassilievski (1895–1977) | 25 février 1950        | 15 mars 1953           | 3 ans, 18 jours |

## Ministres de la Marine (1950-1953)
| # | Portrait | Nom                                                                      | Début et fin de mandat | Début et fin de mandat | Durée du mandat  |
| - | -------- | ------------------------------------------------------------------------ | ---------------------- | ---------------------- | ---------------- |
| 1 |          | Amiral Ivan Ioumachev (en) (1895–1972)                                   | 25 février 1950        | 20 juillet 1951        | 1 an, 145 jours  |
| 2 |          | Amiral de la flotte de l'Union soviétique Nikolaï Kouznetsov (1904–1974) | 20 juillet 1951        | 15 mars 1953           | 1 ans, 238 jours |

## Ministres de la Défense (1953–1992)
| # | Portrait | Nom                                                           | Début et fin de mandat | Début et fin de mandat | Durée du mandat  |
| - | -------- | ------------------------------------------------------------- | ---------------------- | ---------------------- | ---------------- |
| 1 |          | Maréchal de l'Union soviétique Nikolaï Boulganine (1895–1975) | 15 mars 1953           | 9 février 1955         | 1 an, 331 jours  |
| 2 |          | Maréchal de l'Union soviétique Gueorgui Joukov (1896–1974)    | 9 février 1955         | 26 octobre 1957        | 2 ans, 259 jours |
| 3 |          | Maréchal de l'Union soviétique Rodion Malinovski (1898–1967)  | 26 octobre 1957        | 31 mars 1967 †         | 9 ans, 156 jours |
| 4 |          | Maréchal de l'Union soviétique Andreï Gretchko (1903–1976)    | 12 avril 1967          | 26 avril 1976 †        | 9 ans, 14 jours  |
| 5 |          | Maréchal de l'Union soviétique Dmitri Oustinov (1908–1984)    | 30 juillet 1976        | 20 décembre 1984 †     | 8 ans, 143 jours |
| 6 |          | Maréchal de l'Union soviétique Sergueï Sokolov (1911–2012)    | 22 décembre 1984       | 29 mai 1987            | 2 ans, 158 jours |
| 7 |          | Maréchal de l'Union soviétique Dmitri Iazov (1924–2020)       | 30 mai 1987            | 28 août 1991           | 4 ans, 90 jours  |
| 8 |          | Maréchal de l'aviation Evgueni Chapochnikov (1924–2020)       | 29 août 1991           | 14 février 1992        | 169 jours        |